# Yobi, le renard à cinq queues
Pour plus de détails, voir Fiche technique et Distribution.
Yobi, le renard à cinq queues (천년여우 여우비, Cheonnyeonyeowo yeowoobi) en coréen, est un long métrage d'animation sud-coréen réalisé par Lee Sung-gang et sorti en Corée du Sud en 2007. L'histoire s'inspire librement de la légende coréenne du renard à neuf queues.

## Synopsis
Yobi est une renarde à cinq queues (cinq et non neuf comme dans la légende d'origine) qui, comme tous ceux de son espèce, peut vivre un millier d'années. Elle vit sur une colline depuis des siècles, mais, un jour, est contraint d'aller vivre parmi les humains. Elle prend pour cela la forme d'une jeune fille. Yobi sympathise rapidement avec Geum-ye, un garçon solitaire et le souffre-douleur de sa classe. Mais Yobi est traquée par un chasseur de renards qui dispose lui aussi de pouvoirs peu communs.

## Fiche technique
- Titre : en hangeul 천년여우 여우비, en hanja 千年여우 여우비, translittération : Yeu woo bi
- Titre anglais (utilisé à l'étranger) : Yobi, the Five Tailed Fox
- Réalisation : Lee Sung-gang
- Musique originale : Yang Bang Ean[1]
- Production : Han-young Kang, Min-ho Oh
- Sociétés de production : CJ Entertainment, Éditions Montparnasse
- Diffusion : Éditions Montparnasse (France, tous les supports)
- Pays :  Corée du Sud
- Langue : coréen
- Durée : 86 minutes
- Date de sortie : Corée du Sud : 25 janvier 2007

## Accueil
En France, le film a été projeté le 11 novembre 2007 au festival Asiexpo de Lyon.

## Box office
En Corée du sud, le film réalise environ 450 000 entrées entre sa sortie le 25 janvier 2007 et la mi mars, ce qui représente une assez bonne carrière en salles.

## Édition en vidéo
En France, le film a été édité en DVD par les éditions Montparnasse en février 2011 sous le titre Yobi, le renard à cinq queues.